# Eate
Eate (of Egata) is in de Baskische mythologie de storm- en vuurgod. In de regio Gipuzkoa geloofden ze dat hij grote stormen, overstromingen en branden veroorzaakte. Wanneer een storm, hagel of een bosbrand nadert, zou zijn stem te horen zijn als het ruisende water van een bergstroom, of een windvlaag in het bos. 